# Ebeltoft Station
Station Ebeltoft var en station i den danske by Ebeltoft. Stationen var tegnet af arkitekt Heinrich Wenck.
Det var endestation for Trustrup - Ebeltoft Jernbane, som i 1968 blev lukket. Selve stationen blev revet ned i 1970.
|  | Denne artikel om en bygning eller et bygningsværk kan blive bedre, hvis der indsættes et (bedre) billede. Du kan hjælpe ved at afsøge Wikimedia Commons for et passende billede eller lægge et op på Wikimedia Commons med en af de tilladte licenser og indsætte det i artiklen. |

56°12′00″N 10°40′36″Ø / 56.2°N 10.6766°Ø